# فولتورارا إيربينيا
فولتورارا إيربينا (إيربينو : أوترالي) هي مدينة وكومونا في مقاطعة أفيلينو، كامبانيا ، إيطاليا وتقع في منطقة مونتي بيكنتيني عند سفح تيرمينيو.
يعتمد الاقتصاد على إنتاج الكستناء .